# Chernobyl 1986
Chernobyl 1986 (russisk: Чернобыль) er en russisk spillefilm fra 2021 af Danila Kozlovskij.

## Medvirkende
- Danila Kozlovskij som Aleksej Karpusjin
- Oksana Akinsjina som Olga Savostina
- Filipp Avdejev som Valerij "Valera" Gontjaruk
- Ravsjana Kurkova som Dina
- Nikolaj Kozak som Boris Bobylin